# Kendall Kipp
Kendall Kipp (Newport Beach, 12 dicembre 2000) è una pallavolista statunitense, opposto del Bergamo 1991.

## Carriera

### Club
La carriera di Kendall Kipp inizia nei tornei giovanili e parallelamente in quelli scolastici californiani, giocando per il Laguna Beach e la Corona del Mar HS. Dopo il diploma entra a far parte della squadra universitaria della Stanford: con le Cardinal prende parte alla NCAA Division I dal 2019 al 2023, vincendo il titolo nazionale da freshman e ricevendo diversi riconoscimenti individuali.
Nel gennaio 2024 viene ingaggiata dal Firenze, con cui inizia la carriera da professionista disputando la seconda parte dell'annata nella Serie A1 italiana; conclusi gli impegni con le toscane, torna in patria per disputare la Pro Volleyball Federation 2024 con le Columbus Fury. Nella stagione 2024-25 è di scena in Turchia, partecipando alla Sultanlar Ligi con il VakıfBank e vincendo lo scudetto, mentre nella stagione seguente torna nella massima divisione italiana, questa volta indossando la casacca del Bergamo 1991.

### Nazionale
Fa parte della nazionale statunitense under 18 che si aggiudica la medaglia d'argento al campionato nordamericano 2016 e partecipa al campionato mondiale 2017; con l'under 20, invece, partecipa al campionato mondiale 2019.
Nel 2024 debutta in nazionale maggiore alla Coppa panamericana, dove vince la medaglia d'argento e viene premiata come miglior opposto.

## Palmarès

### Club
- NCAA Division I: 1

2019
- Campionato turco: 1

2024-25

### Nazionale (competizioni minori)
- Campionato nordamericano under 18 2016
- Coppa panamericana 2024

### Premi individuali
- 2021 - All-America Second Team
- 2022 - All-America First Team
- 2022 - NCAA Division I: Stanford Regional All-Tournament Team
- 2023 - All-America First Team
- 2023 - NCAA Division I: Stanford Regional All-Tournament Team
- 2024 - Coppa panamericana: Miglior opposto